# سیارک ۱۶۱۵۴۵
سیارک ۱۶۱۵۴۵ (به انگلیسی: 161545 Ferrando، نامگذاری:2004XP16) صد و شصت و یک هزار و پانصد و چهل و پنجمین سیارک کشف شده‌است که در ۱۰ دسامبر ۲۰۰۴ کشف شد.